# Miguel Sansores
Miguel Ángel Sansores Sánchez (Mérida, Yucatán, México; 28 de abril de 1991), es un futbolista mexicano. Juega de delantero y su equipo es el Puntarenas FC de la Primera División de Costa Rica.

## Trayectoria
Inicios y Atlético Morelia
Surgido de las Fuerzas Básicas del Atlético Morelia y joven promesa del Fútbol Mexicano que tras jugar a gran nivel en el Mérida FC filial del Morelia y en la Selección Sub-20 recibe la oportunidad de integrarse al primer equipo de la mano de Tomás Boy para afrontar el Torneo Bicentenario 2010 y la Copa Libertadores 2010.
'El yuca " como se le conoce en el gremio del fútbol debutó primero en la Libertadores el día 9 de marzo del 2010 en el Estadio Alejandro Serrano Aguilar de la ciudad de Cuenca (Ecuador) entrando de cambio al minuto 77 por el colombiano Luis Gabriel Rey en un enfrentamiento entre el Deportivo Cuenca contra el Morelia con victoria para los locales 2-0; Convirtiéndose así en el segundo yucateco en jugar la Copa Libertadores antes lo había hecho Gerardo Torres y un día después lo haría William Paredes con los Rayados de Monterrey.
Debutaría en la Liga Mexicana el día 14 de abril del 2010 en el Estadio Morelos a los 18 años entrando de cambio al minuto 82 por su compañero Cristian Gordillo en la derrota de su equipo ante Jaguares de Chiapas 1-2.
Jugaría su primer partido de liguilla frente a las Chivas Rayadas de Guadalajara en los cuartos de final en el partido de vuelta en el Estadio Jalisco dando el pase para gol a Elías Hernández y pasar así a las Semifinales con un marcador global de 5-2.
Toros Neza
En junio de 2011, se oficializa su fichaje a Toros Neza en calidad de Préstamo por 1 año sin opción a compra, siendo el primer refuerzo de cara al Apertura 2011 del Ascenso MX.
Cruz Azul Hidalgo
Tras dos años en Toros Neza fue oficializado su fichaje al Cruz Azul Hidalgo en calidad de préstamo por 1 año con opción a compra.
Atlético Morelia (Segunda Etapa)
En mayo de 2014, se oficializa su regreso a Morelia, convirtiéndose en el primer refuerzo de cara al Apertura 2014.
Mazatlán F.C.
Llega a Mazatlán F.C. en el torneo Guard1anes 2020, donde disputa 15 juegos (9 de ellos como titular) y anota 3 goles. 
Xolos de Tijuana
Llega como préstamo a Tijuana en 2021, teniendo participación en fuerzas básicas y en liga. Juega 27 partidos en liga y anota dos goles.
Mazatlán F.C. (Segunda etapa)
En el 2022, Sansores vuelve al Mazatlán tras el préstamo con Xolos. Juega 4 torneos de liga y suma 35 partidos con 5 goles anotados. 
Puebla F.C.
El 16 de agosto de 2023, el club de fútbol de Puebla anuncia que Sansores llegará a la institución en calidad de préstamo. Sansores disputó 21 partidos con Puebla y anotó 4 goles El 27 de abril de 2024, el Puebla da a conocer que Sansores regresará a Mazatlán.

## Estadísticas
| C. A. Monarcas Morelia · México | 1.ª                 | 2009-10             | 2   | 0  | 0  | 0  | 1 | 0 | 3   | 0  |  |
| C. A. Monarcas Morelia · México | 1.ª                 | 2010-11             | 3   | 0  | 0  | 0  | — | — | 3   | 0  |  |
| C. A. Monarcas Morelia · México | Total               | Total               | 5   | 0  | 0  | 0  | 1 | 0 | 6   | 0  |  |
| Toros Neza · México | 2.ª                 | 2011-12             | 15  | 1  | 0  | 0  | — | — | 15  | 1  |  |
| Toros Neza · México | 2.ª                 | 2012-13             | 16  | 2  | 4  | 0  | — | — | 20  | 2  |  |
| Toros Neza · México | Total               | Total               | 31  | 3  | 4  | 0  | 0 | 0 | 35  | 3  |  |
| C. D. Cruz Azul Hidalgo · México | 2.ª                 | 2013-14             | 19  | 3  | 5  | 0  | — | — | 24  | 3  |  |
| C. D. Cruz Azul Hidalgo · México | Total               | Total               | 19  | 3  | 5  | 0  | 0 | 0 | 24  | 3  |  |
| C. A. Monarcas Morelia · México | 1.ª                 | 2014-15             | 13  | 2  | 5  | 0  | — | — | 18  | 2  |  |
| C. A. Monarcas Morelia · México | 1.ª                 | 2015-16             | 17  | 2  | 13 | 4  | — | — | 30  | 6  |  |
| C. A. Monarcas Morelia · México | 1.ª                 | 2016-17             | 16  | 3  | 13 | 4  | — | — | 29  | 7  |  |
| C. A. Monarcas Morelia · México | 1.ª                 | 2017-18             | 21  | 3  | 8  | 2  | — | — | 29  | 5  |  |
| C. A. Monarcas Morelia · México | 1.ª                 | 2018-19             | 27  | 9  | 5  | 1  | — | — | 32  | 10 |  |
| C. A. Monarcas Morelia · México | 1.ª                 | 2019-20             | 19  | 4  | 2  | 0  | — | — | 21  | 4  |  |
| C. A. Monarcas Morelia · México | Total               | Total               | 118 | 23 | 44 | 11 | 0 | 0 | 162 | 34 |  |
| C. Tijuana · México | 1.ª                 | 2021                | 15  | 1  | —  | —  | — | — | 15  | 1  |  |
| C. Tijuana · México | 1.ª                 | 2021                | 12  | 1  | —  | —  | — | — | 12  | 1  |  |
| C. Tijuana · México | Total               | Total               | 27  | 2  | 0  | 0  | 0 | 0 | 27  | 2  |  |
| Mazatlán F. C. · México | 1.ª                 | 2022                | 13  | 3  | —  | —  | — | — | 13  | 3  |  |
| Mazatlán F. C. · México | 1.ª                 | 2022-23             | 20  | 2  | —  | —  | — | — | 20  | 2  |  |
| Mazatlán F. C. · México | 1.ª                 | 2023-24             | 2   | 0  | —  | —  | — | — | 2   | 0  |  |
| Mazatlán F. C. · México | Total               | Total               | 35  | 5  | 0  | 0  | 0 | 0 | 35  | 5  |  |
| Puebla F.C. México | 1.ª                 | 2023-24             | 21  | 4  | -  | -  | - | - | 21  | 4  |  |
| Puebla F.C. México | Total               | Total               | 21  | 4  | 0  | 0  | 0 | 0 | 21  | 4  |  |
| Total en su carrera | Total en su carrera | Total en su carrera | 256 | 40 | 53 | 11 | 1 | 0 | 309 | 51 |  |
| (1) Incluye datos de Copa México (2012-19). (2) Incluye datos de SuperLiga Norteamericana (2011). (3) No incluye goles en partidos amistosos. |                     |                     |     |    |    |    |   |   |     |    |  |

## Palmarés

### Campeonatos nacionales
| Título       | Equipo           | País           | Año  |
| ------------ | ---------------- | -------------- | ---- |
| Supercopa MX | Monarcas Morelia | Estados Unidos | 2014 |

### Campeonatos internacionales
| Título    | Equipo           | Sede           | Año  |
| --------- | ---------------- | -------------- | ---- |
| SuperLiga | Monarcas Morelia | Estados Unidos | 2010 |